# Last of the Redmen
Last of the Redskins é um filme de faroeste estadunidense de 1947 dirigido por George Sherman e estrelado por Joh Hall e Michael O'Shea.

## Elenco
- Jon Hall como Major Duncan Heyward
- Michael O'Shea como Hawk Eye / Natty Bumpo
- Evelyn Ankers como Alice Munro
- Julie Bishop como Cora Munro
- Buster Crabbe como Magua
- Rick Vallin como Uncas
- Buzz Henry como Davy Munro
- Guy Hedlund como Gen. Alexander Munro (sem créditos)